# Rally de Avilés de 2004
El Rally de Avilés de 2004, oficialmente 28.º Rally de Avilés, fue la vigésimo octava edición y la sexta cita de la temporada 2004 del Campeonato de España de Rally. Se celebró del 2 al 3 de julio y contó con un itinerario de diez tramos que sumaban un total de 154 km cronometrados.

## Itinerario
| Día   | Tramo | Nombre     | Distancia | Ganador        | Líder         |
| ----- | ----- | ---------- | --------- | -------------- | ------------- |
| Día 1 | TC1   | Vegafriosa | 16.92 km  | Alberto Hevia  | Alberto Hevia |
| Día 1 | TC2   | San Tirso  | 15.32 km  | Alberto Hevia  | Alberto Hevia |
| Día 1 | TC3   | Santoseso  | 11.93 km  | Manuel Cabo    | Joan Vinyes   |
| Día 1 | TC4   | Vegafriosa | 16.92 km  | Alberto Hevia  | Alberto Hevia |
| Día 1 | TC5   | Santoseso  | 11.93 km  | Alberto Hevia  | Alberto Hevia |
| Día 1 | TC6   | La Peral   | 11.81 km  | Joan Vinyes    | Alberto Hevia |
| Día 1 | TC7   | San Tirso  | 15.32 km  | Joan Vinyes    | Joan Vinyes   |
| Día 1 | TC8   | San Pedro  | 21.34 km  | Sergio Vallejo | Alberto Hevia |
| Día 1 | TC9   | La Peral   | 11.81 km  | Alberto Hevia  | Alberto Hevia |
| Día 1 | TC10  | San Pedro  | 21.34 km  | Marc Gutiérrez | Alberto Hevia |

## Clasificación final
| Pos. | Piloto             | Copiloto           | Automóvil                  | Tiempo    | Diferencia |
| ---- | ------------------ | ------------------ | -------------------------- | --------- | ---------- |
| 1.   | Alberto Hevia      | Alberto Iglesias   | Renault Clio S1600         | 1:45:07.6 | 0.0        |
| 2.   | Sergio Vallejo     | Diego Vallejo      | Fiat Punto S1600           | 1:45:46.4 | +38.8      |
| 3.   | Dani Sordo         | Carlos del Barrio  | Citroën C2 S1600           | 1:45:53.3 | +45.7      |
| 4.   | Santi Concepción   | Víctor del Rosario | Mitsubishi Lancer Evo VII  | 1:45:56.3 | +48.7      |
| 5.   | Pedro Burgo        | Marcos Burgo       | Mitsubishi Lancer Evo VIII | 1:46:35.0 | +1:27.4    |
| 6.   | Joan Vinyes        | Xavi Lorza         | Peugeot 206 S1600          | 1:46:39.7 | +1:32.1    |
| 7.   | Víctor J. Delgado  | Javier Santana     | Mitsubishi Lancer Evo VIII | 1:47:00.5 | +1:52.9    |
| 8.   | Marc Gutiérrez     | Francesc Morell    | Mitsubishi Lancer Evo VIII | 1:47:01.7 | +1:54.1    |
| 9.   | Jonathan de Miguel | Ignacio Pernía     | Peugeot 206 S1600          | 1:47:08.2 | +2:00.6    |
| 10.  | Manuel Cabo        | Alejandro Noriega  | Citroën Saxo S1600         | 1:47:40.6 | +2:33.0    |